# Fordon (Wielka Brytania)
Fordon – wieś leżąca w hrabstwie ceremonialnym East Riding of Yorkshire w północno-wschodniej Anglii. Leży około 8 mil na południe od Scarborough i 10 mil na północ od Bridlington. 
Jest częścią parafii ("civil parish") Wold Newton.